# QZ Большого Пса
QZ Большого Пса (лат. QZ Canis Majoris) — одиночная переменная звезда в созвездии Большого Пса на расстоянии (вычисленном из значения параллакса) приблизительно 55000 световых лет (около 16863 парсеков) от Солнца. Видимая звёздная величина звезды — от более +14,6m до +11,5m.

## Характеристики
QZ Большого Пса — оранжевая пульсирующая переменная звезда, мирида (M) спектрального класса K. Эффективная температура — около 4500 К.